# ۱۳۴۹ (میلادی)
۱۳۴۹ (میلادی) هزار و سیصد و چهل و نهمین سال تقویم میلادی است.

## رویدادها
- ۲۱ آوریل - قتل آخرین اسپهبد سلسلهٔ باوندیان تبرستان توسط خاندان چلاویان و انقراض این دودمان.[۱]

## درگذشتگان
- صفی‌الدین حلی،  شاعر عراقی.
- مارس:- 'ابن الوردی، ادیب، نویسنده پُراثر و شاعر شامی.
- ژوئن: - ابن معتوق، شاعر و واعظ عراقی.

‎